# Coppa del Mondo di combinata nordica 2026
La Coppa del Mondo di combinata nordica 2026 sarà la quarantasettesima edizione della manifestazione organizzata dalla Federazione internazionale sci e snowboard, la sesta a prevedere un circuito di gare femminili. Durante la stagione si terranno a Predazzo le gare di combinata nordica ai XXV Giochi olimpici invernali di Milano Cortina 2026, non validi ai fini della Coppa del Mondo, il cui calendario contemplerà dunque un'interruzione nel mese di febbraio. In seguito all'invasione russa dell'Ucraina del 2022, gli atleti russi e bielorussi sono stati esclusi dalle competizioni.
La stagione maschile inizierà il 28 novembre 2025 a Kuusamo, in Finlandia, e si concluderà il 15 marzo 2026 a Oslo, in Norvegia. Sono in programma 20 gare, tutte individuali (10 individuali Gundersen, 5 individuali compact, 5 a partenza in linea), in 10 tappe: 13 su trampolino normale, 6 su trampolino lungo, 1 su trampolino per il volo. Il tedesco Vinzenz Geiger è il detentore uscente della Coppa del Mondo generale.
La stagione femminile inizierà il 5 dicembre 2025 a Trondheim, in Norvegia, e si concluderà il 15 marzo 2026 a Oslo, ancora in Norvegia. Sono in programma 16 gare, tutte individuali (8 individuali Gundersen, 4 individuali compact, 4 a partenza in linea), in 8 tappe: 14 su trampolino normale, 2 su trampolino lungo. La tedesca Nathalie Armbruster è la detentrice uscente della Coppa del Mondo generale.
È stata inserita in calendario una gare a squadre miste su trampolino lungo.

## Uomini

### Risultati
| Data             | Località                | Nazione   | Trampolino                  | Spec.         | Primo | Secondo | Terzo |
| ---------------- | ----------------------- | --------- | --------------------------- | ------------- | ----- | ------- | ----- |
| 28 novembre 2025 | Kuusamo                 | Finlandia | Rukatunturi HS142           | IC LH/7,5 km  |       |         |       |
| 29 novembre 2025 | Kuusamo                 | Finlandia | Rukatunturi HS142           | IN LH/10 km   |       |         |       |
| 30 novembre 2025 | Kuusamo                 | Finlandia | Rukatunturi HS142           | MS LH/10 km   |       |         |       |
| 6 dicembre 2025  | Trondheim               | Norvegia  | Granåsen HS102              | MS NH/10 km   |       |         |       |
| 7 dicembre 2025  | Trondheim               | Norvegia  | Granåsen HS138              | IN LH/10 km   |       |         |       |
| 19 dicembre 2025 | Ramsau am Dachstein     | Austria   | W90-Mattensprunganlage HS98 | MS NH/10 km   |       |         |       |
| 20 dicembre 2025 | Ramsau am Dachstein     | Austria   | W90-Mattensprunganlage HS98 | IN NH/10 km   |       |         |       |
| 3 gennaio 2026   | Schonach im Schwarzwald | Germania  | Langenwaldschanze HS100     | IN NH/10 km   |       |         |       |
| 4 gennaio 2026   | Schonach im Schwarzwald | Germania  | Langenwaldschanze HS100     | IC NH/7,5 km  |       |         |       |
| 9 gennaio 2026   | Otepää                  | Estonia   | Tehvandi HS97               | MS NH/10 km   |       |         |       |
| 10 gennaio 2026  | Otepää                  | Estonia   | Tehvandi HS97               | IN NH/10 km   |       |         |       |
| 11 gennaio 2026  | Otepää                  | Estonia   | Tehvandi HS97               | IC NH/10 km   |       |         |       |
| 17 gennaio 2026  | Oberhof                 | Germania  | Kanzlersgrund HS100         | IN NH/10 km   |       |         |       |
| 18 gennaio 2026  | Oberhof                 | Germania  | Kanzlersgrund HS100         | IN NH/10 km   |       |         |       |
| 30 gennaio 2026  | Seefeld in Tirol        | Austria   | Toni Seelos HS109           | MS NH/10 km   |       |         |       |
| 31 gennaio 2026  | Seefeld in Tirol        | Austria   | Toni Seelos HS109           | IC NH/7,5 km  |       |         |       |
| 1º febbraio 2026 | Seefeld in Tirol        | Austria   | Toni Seelos HS109           | IN NH/12,5 km |       |         |       |
| 28 febbraio 2026 | Tauplitz                | Austria   | Kulm HS235                  | IC FH/7,5 km  |       |         |       |
| 6 marzo 2026     | Lahti                   | Finlandia | Salpausselkä HS130          | IN LH/10 km   |       |         |       |
| 15 marzo 2026    | Oslo                    | Norvegia  | Holmenkollen HS134          | IN LH/10 km   |       |         |       |

Legenda:

IN = individuale Gundersen

IC = individuale compact

MS = partenza in linea

NH = trampolino normale

LH = trampolino lungo

FH = trampolino per il volo

### Classifiche

#### Generale
| Pos. | Nome | Nazione | Punti |
| ---- | ---- | ------- | ----- |
| 1    |      |         |       |
| 2    |      |         |       |
| 3    |      |         |       |
| 4    |      |         |       |
| 5    |      |         |       |
| 6    |      |         |       |
| 7    |      |         |       |
| 8    |      |         |       |
| 9    |      |         |       |
| 10   |      |         |       |

#### Compact
| Pos. | Nome | Nazione | Punti |
| ---- | ---- | ------- | ----- |
| 1    |      |         |       |
| 2    |      |         |       |
| 3    |      |         |       |
| 4    |      |         |       |
| 5    |      |         |       |
| 6    |      |         |       |
| 7    |      |         |       |
| 8    |      |         |       |
| 9    |      |         |       |
| 10   |      |         |       |

#### Nazioni
| Pos. | Nazione | Punti |
| ---- | ------- | ----- |
| 1    |         |       |
| 2    |         |       |
| 3    |         |       |
| 4    |         |       |
| 5    |         |       |
| 6    |         |       |
| 7    |         |       |
| 8    |         |       |
| 9    |         |       |
| 10   |         |       |

## Donne

### Risultati
| Data             | Località                | Nazione   | Trampolino                  | Spec.        | Prima | Seconda | Terza |
| ---------------- | ----------------------- | --------- | --------------------------- | ------------ | ----- | ------- | ----- |
| 5 dicembre 2025  | Trondheim               | Norvegia  | Granåsen HS102              | IC NH/5 km   |       |         |       |
| 6 dicembre 2025  | Trondheim               | Norvegia  | Granåsen HS102              | MS NH/5 km   |       |         |       |
| 19 dicembre 2025 | Ramsau am Dachstein     | Austria   | W90-Mattensprunganlage HS98 | MS NH/5 km   |       |         |       |
| 20 dicembre 2025 | Ramsau am Dachstein     | Austria   | W90-Mattensprunganlage HS98 | IN NH/5 km   |       |         |       |
| 3 gennaio 2026   | Schonach im Schwarzwald | Germania  | Langenwaldschanze HS100     | IN NH/5 km   |       |         |       |
| 4 gennaio 2026   | Schonach im Schwarzwald | Germania  | Langenwaldschanze HS100     | IC NH/5 km   |       |         |       |
| 9 gennaio 2026   | Otepää                  | Estonia   | Tehvandi HS97               | MS NH/5 km   |       |         |       |
| 10 gennaio 2026  | Otepää                  | Estonia   | Tehvandi HS97               | IN NH/5 km   |       |         |       |
| 11 gennaio 2026  | Otepää                  | Estonia   | Tehvandi HS97               | IC NH/5 km   |       |         |       |
| 17 gennaio 2026  | Oberhof                 | Germania  | Kanzlersgrund HS100         | IN NH/5 km   |       |         |       |
| 18 gennaio 2026  | Oberhof                 | Germania  | Kanzlersgrund HS100         | IN NH/5 km   |       |         |       |
| 30 gennaio 2026  | Seefeld in Tirol        | Austria   | Toni Seelos HS109           | MS NH/5 km   |       |         |       |
| 31 gennaio 2026  | Seefeld in Tirol        | Austria   | Toni Seelos HS109           | IC NH/5 km   |       |         |       |
| 1º febbraio 2026 | Seefeld in Tirol        | Austria   | Toni Seelos HS109           | IN NH/7,5 km |       |         |       |
| 6 marzo 2026     | Lahti                   | Finlandia | Salpausselkä HS130          | IN LH/5 km   |       |         |       |
| 15 marzo 2026    | Oslo                    | Norvegia  | Holmenkollen H134           | IN LH/5 km   |       |         |       |

Legenda:

IN = individuale Gundersen

IC = individuale compact

MS = partenza in linea

NH = trampolino normale

LH = trampolino lungo

### Classifiche

#### Generale
| Pos. | Nome | Nazione | Punti |
| ---- | ---- | ------- | ----- |
| 1    |      |         |       |
| 2    |      |         |       |
| 3    |      |         |       |
| 4    |      |         |       |
| 5    |      |         |       |
| 6    |      |         |       |
| 7    |      |         |       |
| 8    |      |         |       |
| 9    |      |         |       |
| 10   |      |         |       |

#### Compact
| Pos. | Nome | Nazione | Punti |
| ---- | ---- | ------- | ----- |
| 1    |      |         |       |
| 2    |      |         |       |
| 3    |      |         |       |
| 4    |      |         |       |
| 5    |      |         |       |
| 6    |      |         |       |
| 7    |      |         |       |
| 8    |      |         |       |
| 9    |      |         |       |
| 10   |      |         |       |

#### Nazioni
| Pos. | Nazione | Punti |
| ---- | ------- | ----- |
| 1    |         |       |
| 2    |         |       |
| 3    |         |       |
| 4    |         |       |
| 5    |         |       |
| 6    |         |       |
| 7    |         |       |
| 8    |         |       |
| 9    |         |       |
| 10   |         |       |

## Misto

### Risultati
| Data         | Località | Nazione   | Pista              | Spec.       | Prima | Seconda | Terza |
| ------------ | -------- | --------- | ------------------ | ----------- | ----- | ------- | ----- |
| 7 marzo 2026 | Lahti    | Finlandia | Salpausselkä HS130 | T LH/4x5 km |       |         |       |

Legenda:

T = gara a squadre

LH = trampolino lungo